# Paricutín
El Paricutín (en purépecha Parhíkutini, 'lugar al otro lado') es un volcán inactivo situado en el estado de Michoacán, México, entre el expoblado de San Juan Parangaricutiro (actualmente Nuevo San Juan Parangaricutiro) y el poblado de Angahuan. Surgido el 20 de febrero de 1943 a las 4 de la tarde, en su momento ostentó el título del volcán más joven del mundo.

## Historia
El día 20 de febrero de 1943, Dionisio Pulido, un campesino, se encontraba trabajando la tierra en las cercanías del pueblo Parangaricutiro, cuando de pronto el suelo empezó a temblar, se abrió la tierra y empezó a emanar un vapor muy espeso, a sonar muy fuerte y a volar piedras. Muy asustado, el señor Pulido avisó al pueblo.[cita requerida]
La duración de la actividad de este volcán fue de nueve años, 11 días y 10 horas. La lava recorrió unos 10 kilómetros. No hubo víctimas humanas, dado que hubo suficiente tiempo para desalojar a toda la población. El volcán solo sepultó dos poblados: Paricutín y San Juan Parangaricutiro (Parhikutini y Parangarikutirhu en purépecha). El primero quedó totalmente borrado del mapa. Muy cerca de él se encuentra ahora el cráter del volcán. Del segundo pueblo solo es visible parte de la iglesia, sepultada por la lava, al igual que el resto del pueblo, excepto por la torre izquierda del frente (la torre derecha aparentemente cayó pero lo cierto es que estaba en construcción en el momento de empezar el fenómeno) así como el ábside, junto con el altar.[cita requerida]
Este volcán monogenético, es decir, que nace una sola vez y tiene una corta erupción que puede durar desde meses hasta varios años, marcó un acontecimiento histórico y significativo en la vulcanología tanto en México como a nivel mundial. Esto debido a que el volcán sirvió como un modelo de estudio para futuras erupciones y permitió a los científicos comprender mejor los procesos volcánicos.

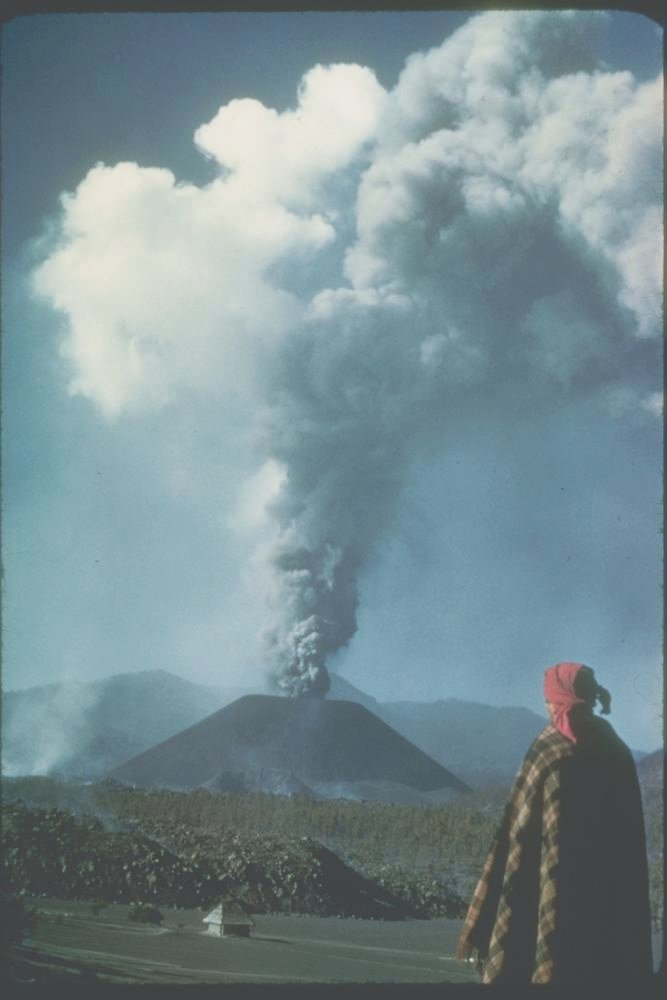
El Paricutín, en tiempo de actividad.

### El periodo Quitzocho
La actividad se concentró alrededor de las grietas que se formaron en el Valle de Cuiyusuru. Lo más relevante de este periodo fue la formación de un cono prematuro seguido de flujos de lava recurrentes y la erupción intermitente de bombas y lapilli.[cita requerida]
En esta etapa, el cono alcanzó 200 y 365 metros de altura en cuatro y ocho meses respectivamente.[cita requerida]
Se desalojó a la población de Paricutín en junio de 1943, y la de Santa Ana Zirosto se reubicó pocos meses después.[cita requerida]
El 10 de mayo de 1944, los habitantes abandonaron San Juan Parangaricutiro, emprendiendo una caminata de 33 kilómetros, en la que llevaron una imagen del Señor de los Milagros. El 23 de mayo de 1944 llegaron a la exhacienda de los Conejos, a 8 kilómetros de Uruapan, donde determinaron establecer el nuevo poblado de Nuevo San Juan Parangaricutiro, constituido en municipio en 1950.[cita requerida]

### El periodo Sapichu

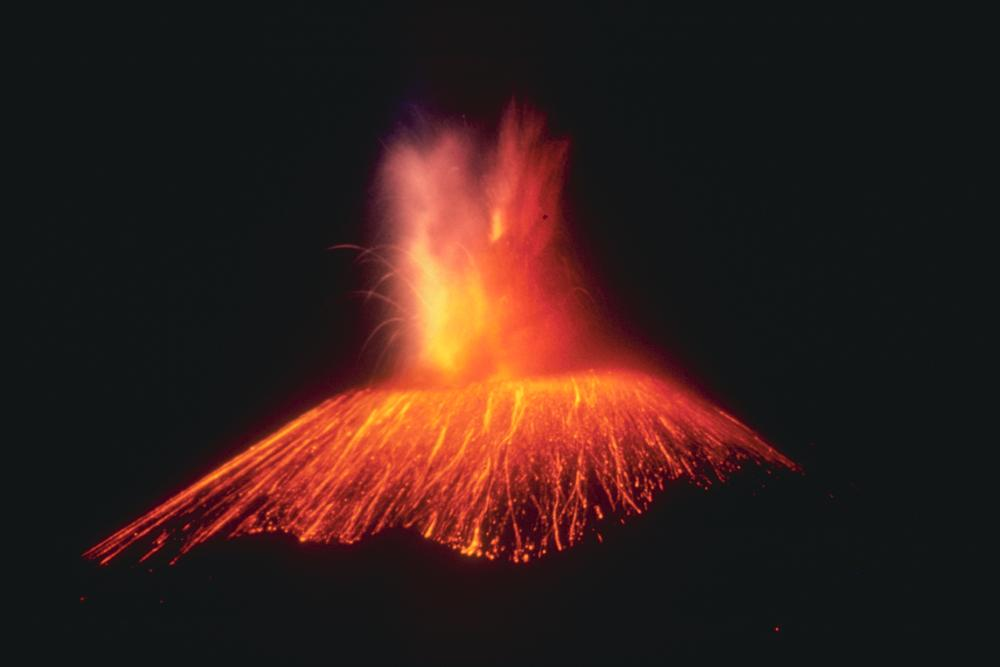
Erupción nocturna, en 1943.

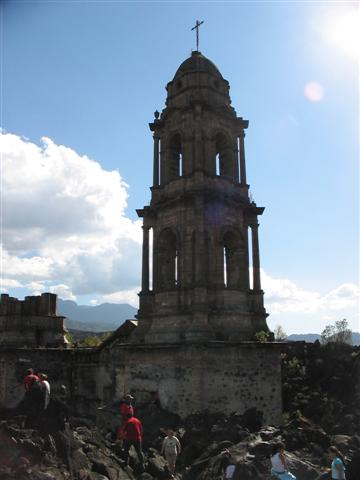
Pueblo Viejo de San Juan Parangaricutiro, en la actualidad.

A pesar de su corta duración, en este periodo se llevó a cabo la principal actividad de derrames de lava del volcán, orientada hacia el norte. Su emplazamiento se produjo por la formación de una serie de grietas y conductos secundarios, de los cuales el más importante fue sin duda alguna el Sapichu ("niño" o "joven", en purépecha).[cita requerida]

### El periodo Taquí Ahuan
Se refiere a la actividad relacionada con una serie de grietas formadas al sur y al este del cono principal, conocidas por los geólogos de la época como Taquí y Ahuan.[cita requerida]
Este período se distingue, además, por registrar una reactivación del cono principal, que causó los principales derrames de lava, que alcanzaron la máxima distancia al oeste y al noroeste del cono principal.[cita requerida]
Hasta el final mantuvo una actividad de tipo paroxismal, y son destacables la formación de la mesa Los Hornitos (al sur del cono) y los flujos de San Juan formados entre abril y agosto de 1944. De hecho, este último flujo causó la evacuación y la sucesiva destrucción del poblado de San Juan Parangaricutiro (con 1895 habitantes).[cita requerida]